# Herminia hypocritalis
Herminia hypocritalis là một loài bướm đêm trong họ Noctuidae.